# Крейвен, Уильям, 2-й граф Крейвен
Уильям Крейвен, 2-й граф Крейвен (англ. William Craven, 2st Earl of Craven; 18 августа 1809 — 25 августа 1866) — британский пэр. Он носил титул учтивости — виконт Аффингтон с 1809 по 1825 год.

## Происхождение и образование
Родился 18 августа 1809 года на Чарльз-стрит, Беркли-сквер, Лондон. Старший сын Уильяма Крейвена, 1-го графа Крейвена (1770—1825) и известной актрисы Луизы Брантон (1785—1860).
Его дедушкой и бабушкой по отцовской линии были Уильям Крейвен, 6-й барон Крейвен (1738—1791), и его жена леди Элизабет Беркли (дочь Огаста Беркли, 4-го графа Беркли). Его дедом по материнской линии был Джон Брантон (1741—1822), бакалейщик, который позже стал актёром и менеджером Нориджского театра.
Он получил образование в Итонском колледже (Виндзор, графство Беркшир) в 1822—1827 годах и в колледже Крайст-Черч в Оксфорде, в который он поступил в 1827 году.

## Карьера
После смерти своего отца в 1825 году он унаследовал титул графа Крейвена и семейное поместье Комб-Эбби. Он поручил архитектору Уильяму Идену Несфилду построить новое крыло поместья.
С февраля 1829 года Уильям Крейвен служил капитаном Королевского ополчения Беркшира, но вышел в отставку в марте 1831 года. Он был назначен заместителем лейтенанта Уорикшира в январе 1831 года и Беркшира в октябре 1831 года. С 1853 по 1856 год он занимал пост лорда-лейтенанта графства Уорикшир.

## Личная жизнь

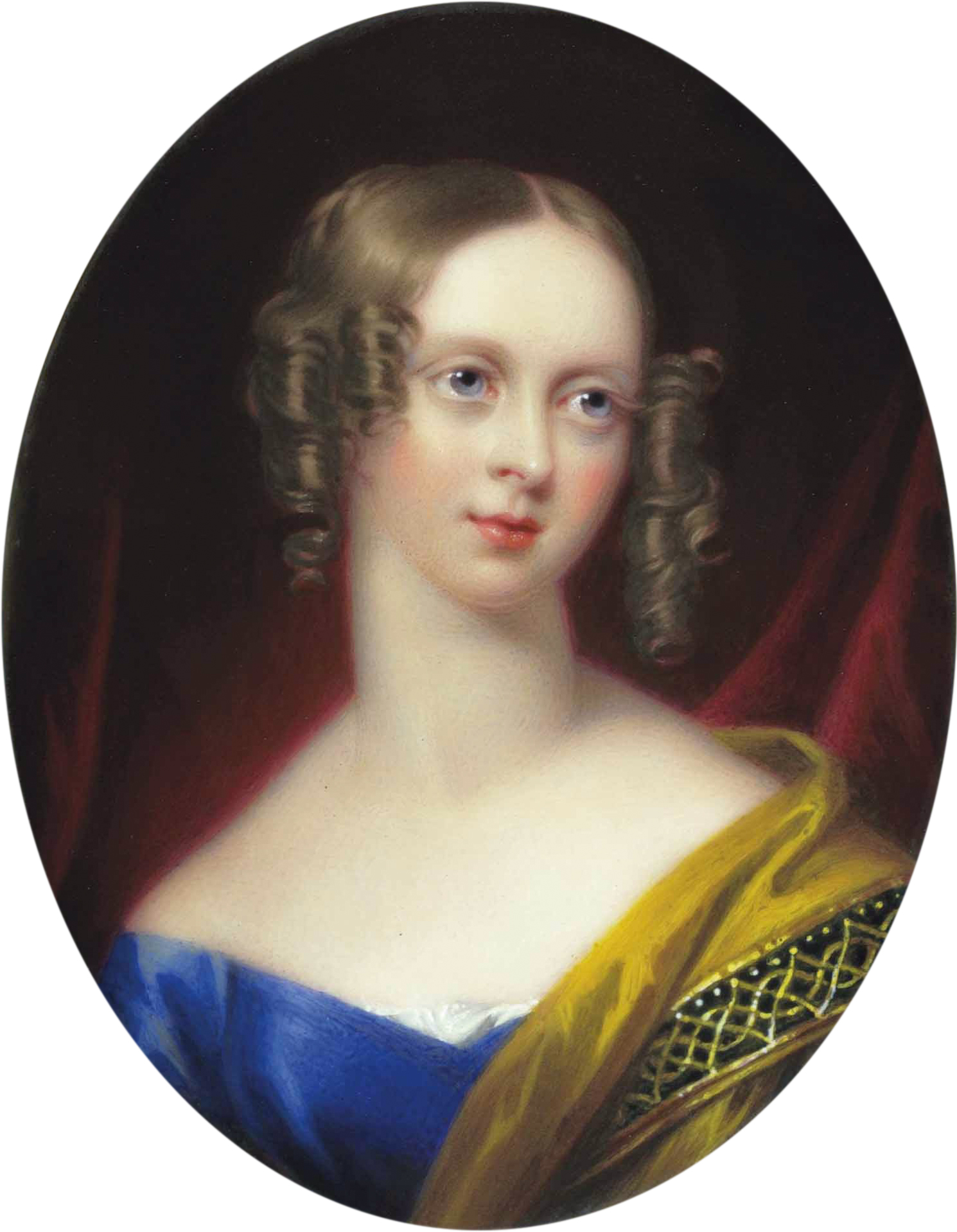
Леди Мэри, графиня Крейвен (урожденная Гримстон), художник — Генри Пирс Боун

5 сентября 1835 года лорд Крейвен женился на леди Эмили Мэри Гримстон (4 февраля 1815 — 21 мая 1901), дочери Джеймса Гримстона, 1-го графа Верулама (1775—1845), и леди Шарлотты Дженкинсон, дочери Чарльза Дженкинсона, 1-го графа Ливерпуля. У супругов было девять детей:
- Леди Элизабет Шарлотта Луиза Крейвен (1836 — 8 марта 1919), в 1858 году вышедшая замуж за Артура Эгертона, 3-го графа Уилтона[англ.]. После его смерти она вышла замуж в 1886 году за Артура Викриса Прайора[2].
- Капитан Уильям Огастес Фредерик Крейвен, виконт Аффингтон (24 августа 1838 — 18 апреля 1865), умерший неженатым[2].
- Леди Эвелин Мэри Крейвен (1839 — 7 ноября 1924), 1-й муж с 1862 года — Джордж Джон Браднелл-Брюс; 2-й муж с 1869 года — Генри Амелиус Боклер Ковентри; 3-й муж с 1877 года — капитан Джордж Уильям Хаттон Ридделл[2].
- Джордж Гримстон Крейвен, 3-й граф Крейвен (16 марта 1841 — 7 декабря 1883), женившийся на достопочтенной Эвелин Лора Баррингтон, дочери Джорджа Баррингтона, 7-го виконта Баррингтона[англ.][8].
- Леди Бланш Крейвен (24 декабря 1842 — 16 марта 1930), в 1865 году вышедшая замуж за Джорджа Ковентри, 9-го графа Ковентри[2].
- Леди Беатрикс Джейн Крейвен (8 августа 1844 — 9 февраля 1907), в 1865 году вышедшая замуж за Джорджа Кадогана, 5-го графа Кадогана[2].
- Леди Эмили Джорджиана Крейвен (1846 — 6 января 1932)[9], в 1868 году вышедшая замуж за подполковника Виктор Уильям Бейтс Ван де Вейер, сына Сильвена Ван де Вейера[2].
- Подполковник достопочтенный Осберт Уильям Крейвен (6 февраля 1848 — 5 марта 1923), умерший неженатым[2].
- Достопочтенный Роберт Уолтер Крейвен (4 января 1850 — 5 марта 1866), военно-морской офицер, погибший на борту HMS Spiteful и похороненный на британском кладбище в Монтевидео[2].

Лорд Крейвен умер 25 августа 1866 года в Скарборо, графство Йоркшир. Его вдова, Эмили, графиня Крейвен, пережила своего мужа более чем на 30 лет и умерла в Лондоне 21 мая 1901 года.